# Sladtjärnen (Lurs socken, Bohuslän)
Sladtjärnen är en sjö i Tanums kommun i Bohuslän och ingår i Enningdalsälvens huvudavrinningsområde. Sjön är 2,1 meter djup, har en yta på 0,02 kvadratkilometer och befinner sig 104 meter över havet.